# Syvään päähän
Syvään päähän è un singolo della cantante finlandese Anniina, pubblicato il 1º dicembre 2017 su etichetta discografica Universal Music Finland come primo estratto dall'album Sä et tunne mua.

## Tracce
1. Syvään päähän – 3:28

## Classifiche
| Classifica (2017) | Posizione massima |
| ----------------- | ----------------- |
| Finlandia         | 12                |